# Aricia semivedrae
Aricia semivedrae är en fjärilsart som beskrevs av Harrison 1906. Aricia semivedrae ingår i släktet Aricia och familjen juvelvingar. Inga underarter finns listade i Catalogue of Life.